# NGC 2008
NGC 2008 is een spiraalvormig sterrenstelsel in het sterrenbeeld Schilder. Het hemelobject werd op 27 december 1834 ontdekt door de Britse astronoom John Herschel.

## Synoniemen
- ESO 204-20
- AM 0533-505
- IRAS 05338-5059
- PGC 17480